# الألعاب الآسيوية البارالمبية للشباب 2013
كانت دورة الألعاب البارالمبية الآسيوية للشباب 2013 (بالملايوية: Sukan Para Remaja Asia 2013)، والمعروفة رسمياً باسم دورة الألعاب البارالمبية الآسيوية الثانية للشباب، حدثاً رياضياً متعدداً للشباب الآسيوي من ذوي الإعاقة أقيم في كوالالمبور، ماليزيا من 26 إلى 30 أكتوبر 2013. حيث شارك حوالي 1200 رياضي من 29 دولة مشاركة في الألعاب التي تضمنت 14 رياضة.
كانت هذه هي المرة الأولى التي تستضيف فيها ماليزيا هذه الألعاب. وهي الدولة الثانية التي تستضيف الألعاب البارالمبية الآسيوية للشباب بعد اليابان. افتتح الألعاب واختتمها خيري جمال الدين في ملعب بوترا.
تصدرت اليابان قائمة الميداليات النهائية، تلتها الصين وإيران وماليزيا المضيفة.

## التنظيم

### التطوير والإعداد
تشكلت لجنة تنظيم الألعاب الآسيوية للشباب البارالمبي في ماليزيا للإشراف على تنظيم الدورة.

### الملاعب
تضمنت الألعاب الآسيوية للشباب البارالمبي الثانية 15 ملعباً للألعاب، 13 منها في كوالالمبور و2 في سلاغور.
| الولاية    | ملعب المنافسات                         | الرياضات                       |
| كوالالمبور | المجمع الرياضي الوطني، ماليزيا         | المجمع الرياضي الوطني، ماليزيا |
| كوالالمبور | ملعب بوكيت جليل الوطني                 | ألعاب القوى                    |
| كوالالمبور | قاعة الكومنولث                         | الشطرنج                        |
| كوالالمبور | المركز الوطني للرياضات المائية         | السباحة                        |
| كوالالمبور | قاعة سري بوترا                         | الجودو                         |
| كوالالمبور | ملعب بوترا                             | حفل الافتتاح والختام           |
| كوالالمبور | أخرى                                   |                                |
| كوالالمبور | ملعب تيتيوانجسا                        | رفع الاثقال                    |
| كوالالمبور | مجمع بوكيت كيارا الرياضي               | كرة الريشة                     |
| كوالالمبور | مجمع كامبونج باندان الرياضي            | إرادة قوية                     |
| كوالالمبور | المركز الوطني للتنس، جالان دوتا        | التنس على الكراسي المتحركة     |
| كوالالمبور | ملعب كوالالمبور لتنس الريشة، تشيراس    | بوتشيا                         |
| كوالالمبور | ساحة أو سي إم الرياضية الداخلية        | كرة الطاولة                    |
| كوالالمبور | المركز الوطني للرماية بالكرامات        | الرماية                        |
| كوالالمبور | ميجالانيس باول، موكب إنداه             | تينبين بولينج                  |
| سلاغور     | مركز بانجي للتأهيل والتدريب الصناعي    | كرة الهدف                      |
| سلاغور     | مجمع باناسونيك الرياضي الوطني، شاه علم | كرة السلة على الكراسي المتحركة |